# سارگیس سروبیان
سارگیس سروبیان (ارمنی: Սարգիս Սերոբեան؛  زادهٔ ۱۹۳۵ - درگذشته ۲۸ مارس ۲۰۱۵)، نویسنده، لغت‌شناس و ویراستار اهل ارمنستان بود.

## زندگی‌نامه
وی در ۱۹۳۵ در استانبول به دنیا آمد .  وی در ۲۸ مارس ۲۰۱۵ در سن ۸۰ سالگی در استانبول درگذشت.